# Faraos förbannelse (roman)
Faraos förbannelse är den tredje boken i Kim Kimselius serie om Theo och Ramona. Den utspelar sig i farao Tutankhamons tid i Egypten och gavs ut 2002.